# 王生保
王生保（1898年—1973年），江苏溧阳人，中华人民共和国政治人物。
担任劳模。广州西村发电厂汽轮工场主任、发电厂副厂长。1954年，当选第一届全国人民代表大会代表。

## 相片

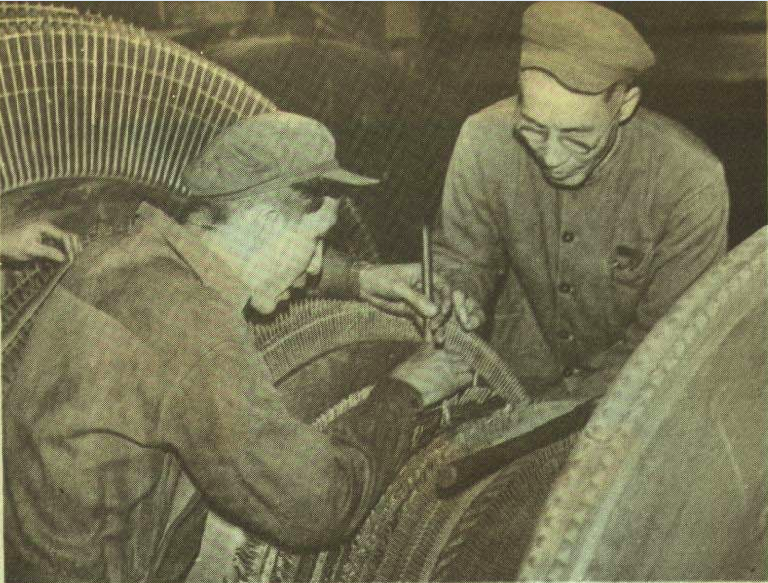
1952年王生保小组
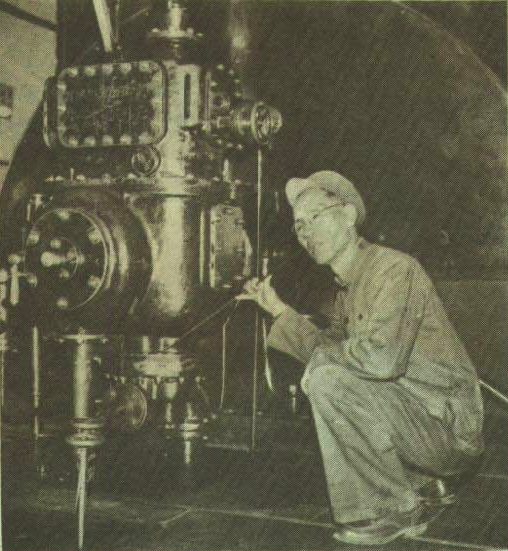
1952年王生保小组
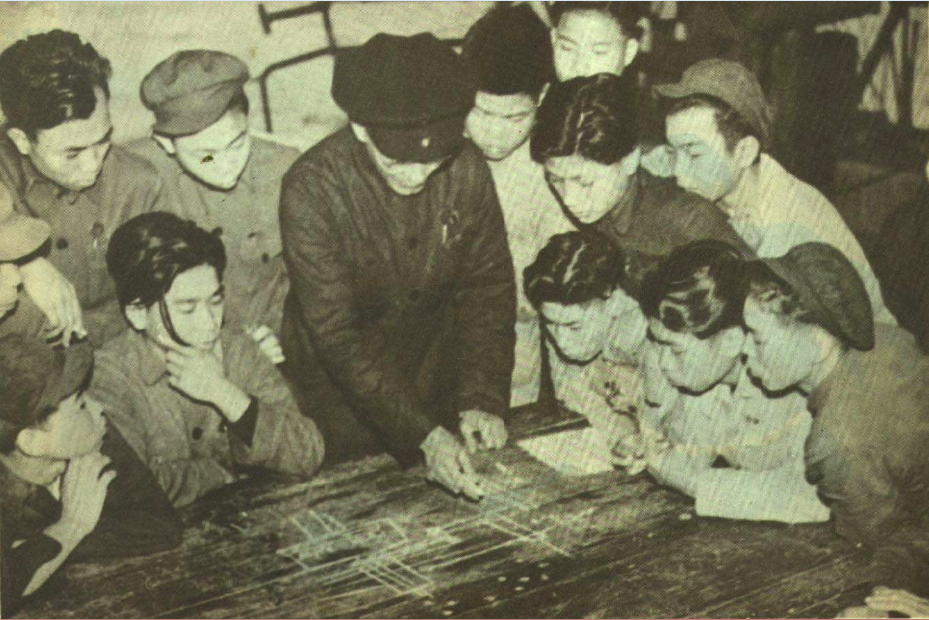
1952年王生保小组